# Werner Fritz
Werner Fritz (* 12. Februar 1932 in Dessau-Kleinkühnau; † 15. Oktober 2020 in Gutenberg) war ein deutscher Chirurg und Kinderchirurg.

## Leben
Werner Fritz wurde 1932 in Kleinkühnau, einem Stadtteil von Dessau, als Sohn des einfachen Arbeiters Theodor Fritz und seiner Frau Martha geboren. Nach dem Abitur studierte er von 1952 bis 1957 an der Martin-Luther-Universität Halle Medizin. Er arbeitete zunächst als Pflicht-, dann wissenschaftlicher Assistent am Physiologischen, sowie am Pathologischen Institut, sowie später an der I. Medizinischen Klinik der Universität. 1961 wurde Werner Fritz mit einer Dissertation zum „Bau einer photoelektrischen Gerinnungsmeßapparatur und ihre Erprobung in gerinnungsphysiologischen Untersuchungen bei elektrischen, zentralnervösen Reizversuchen am Hund“ promoviert und wechselte an die Chirurgische Klinik, an der er bis 1966 eine Facharztweiterbildung in Allgemeinchirurgie absolvierte. Zudem erhielt er eine Ausbildung in Thorax- und Herzchirurgie unter Karl-Ludwig Schober.
1968 wurde Fritz zum Oberarzt und Leiter der Abteilung für Kinderchirurgie an der Chirurgischen Universitätsklinik Halle ernannt. Er habilitierte sich 1986 mit einer Arbeit über „Möglichkeiten und Grenzen der enzymhistotopochemisch-bioptischen Diagnostik der kongenitalen intestinalen Aganglionose (Morbus Hirschsprung) “ und wurde im Oktober 1990 zum Professor für Kinderchirurgie an der Martin-Luther-Universität Halle-Wittenberg berufen.
1997 wurde Werner Fritz emeritiert. Zu seinem Nachfolger als Leiter der Universitätsklinik für Kinderchirurgie wurde Rainer Finke berufen.
Fritz war Vorstandsmitglied der Sektion und späteren Gesellschaft für Kinderchirurgie der DDR, Sekretär, später 2. Vorsitzender der Sektion Kinderchirurgie, 1. Vorsitzender der Arbeitsgemeinschaft Chirurgie des Harntrakts im Kindesalter und Mitglied der Kommission zur Vereinigung beider deutscher kinderchirurgischer Gesellschaften.
Werner Fritz hat sich neben seiner ärztlichen und wissenschaftlichen Tätigkeit über viele Jahre künstlerisch betätigt. Er arbeitete vor allem auf dem Gebiet der Holzbildhauerei und beteiligt sich am Projekt Ars Medicorum Halensis – Kunst hallescher Ärzte.

## Schriften
- Bau einer photoelektrischen Gerinnungsmeßapparatur und ihre Erprobung in gerinnungsphysiologischen Untersuchungen bei elektrischen, zentralnervösen Reizversuchen am Hund. Dissertation. Martin-Luther-Universität Halle 1961.
- als Hrsg.: Subvesikale Obstruktion. (= Kinderchirurgisches Symposium. 4, 1972). Deutsche Gesellschaft für Klinische Medizin. Sektion Kinderchirurgie, Halle (Saale) 1974.
- Möglichkeiten und Grenzen der enzymhistotopochemisch-bioptischen Diagnostik der kongenitalen intestinalen Aganglionose (Morbus Hirschsprung). Habilitationsschrift. Martin-Luther-Universität Halle 1986.